# Syreitschikovia tenuis
Syreitschikovia tenuis là một loài thực vật có hoa trong họ Cúc. Loài này được (Bunge) Botsch. miêu tả khoa học đầu tiên năm 1963.